# ظ
‎（阿拉伯语：‎）是阿拉伯字母中的第17個字母，屬於太陽字母。

## 概要

### 字源
源於腓尼基字母𐤈，與希伯來字母「ט」和希臘字母「Θ」同源。與「ط」的差別僅在點的有無。

### 讀音

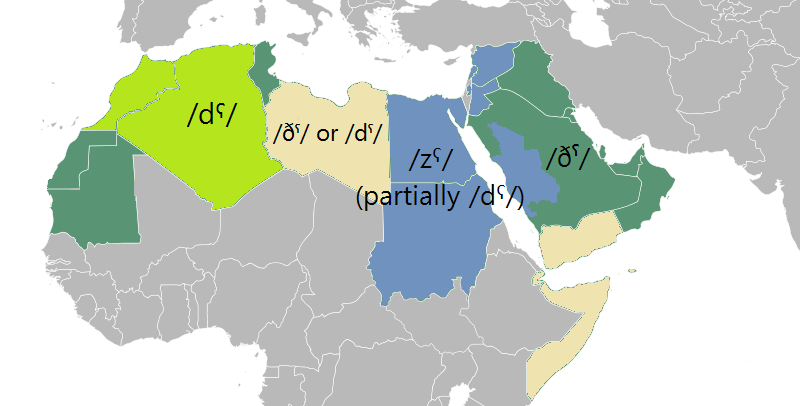
各地方言中「ظ」的讀音

在現代標準阿拉伯語中發音為咽化濁齒擦音/ðˤ/或/ð̴/，但在某些方言中發音為咽化濁齒齦擦音/zˤ/或/ᵶ/。此外，某些方言中該字母的發音與「ض」相同。

### 字體變化
依據字母在詞語位置的不同，其書寫形式也會有所變化：
| 在词语中的位置：        | 独立 | 尾部 | 中部 | 首部 |
| ----------------------- | ---- | ---- | ---- | ---- |
| 誊抄体： （显示异常？） | ظ‎    | ـظ‎   | ـظـ‎  | ظـ‎   |
| 波斯体： （显示异常？） | ظ‬    | ـظ‬   | ـظـ‬  | ظـ‬   |